# ISO 3166-2:IS
ISO 3166-2:IS――この記事は、ISOの3166-2規格の内、ISで始まるものの一覧であり、アイスランドの地方のコードである。アイスランドの8つの地方すべてをカバーしている。
はじめの「IS」はISO 3166-1によるアイスランドの国名コード。その後に続く一文字の数字がそれぞれの地方を表している。

## コード

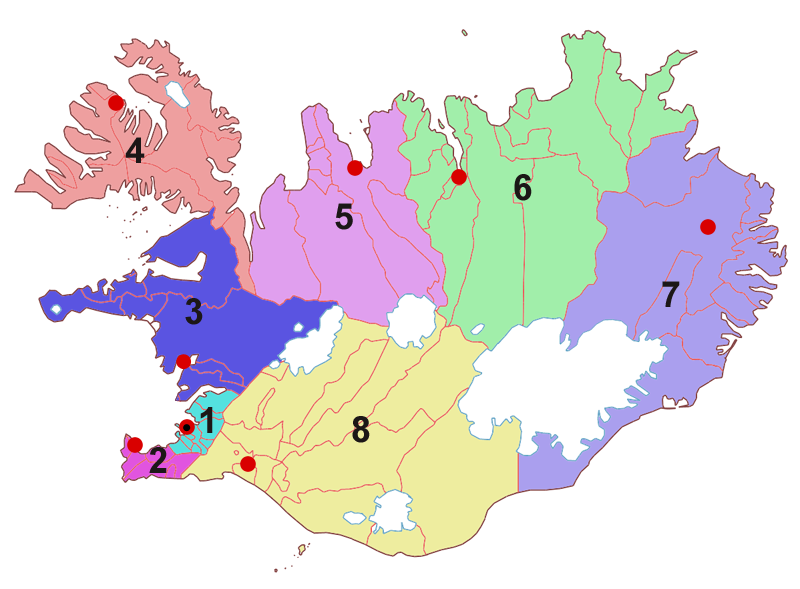
図中の白い部分は、火山などが存在する内陸ハイランドであり、人を寄せ付けない地域である。

| コード | 行政区画名         | アイスランド語表記                |
| ------ | ------------------ | --------------------------------- |
| IS-7   | 東アイスランド     | Austurland                        |
| IS-1   | 大レイキャヴィーク | Höfuðborgarsvæði utan Reykjavíkur |
| IS-6   | 北アイスランド東部 | Norðurland eystra                 |
| IS-5   | 北アイスランド西部 | Norðurland vestra                 |
| IS-0   | レイキャヴィーク   | Reykjavík                         |
| IS-8   | 南アイスランド     | Suðurland                         |
| IS-2   | 南西アイスランド   | Suðurnes                          |
| IS-4   | 西部フィヨルド     | Vestfirðir                        |
| IS-3   | 西アイスランド     | Vesturland                        |